# Accordi sul palcoscenico
Accordi sul palcoscenico (Honeysuckle Rose) è un film del 1980 diretto da Jerry Schatzberg. Interpretato dalla star del country Willie Nelson, fu presentato fuori concorso al 34º Festival di Cannes.

## Trama
La vita di un musicista country entra in crisi quando l'uomo lascia la moglie e la famiglia iniziando una relazione con una giovane cantante. Il tutto narrato attraverso le musiche e i concerti che coinvolgono ogni personaggio della storia.